# پارکینسونیسم
پارکینسونیسم (Parkinsonism)، یک سندروم بالینی است که مشخصات آن لرزش، برادیکینزی (کند شدن حرکات)، خشکی عضلات و عدم تعادل حالت بدن است. این چهار علامت حرکتی، در بیماری پارکینسون (که نام پارکینسونیسم از آن گرفته شده)، دمانس لوی‌بادی (DLB)، دمانس ناشی از بیماری پارکینسون (PDD) و برخی بیماری‌های دیگر مشاهده می‌شود. این مجموعه علائم می‌تواند علل بسیار مختلفی داشته باشد از جمله بیماری‌های زوال عصبی، داروها، توکسین‌ها، اختلالات متابولیک و بیماری‌های نورولوژیک دیگر به جز بیماری پارکینسون.